# Röhricht

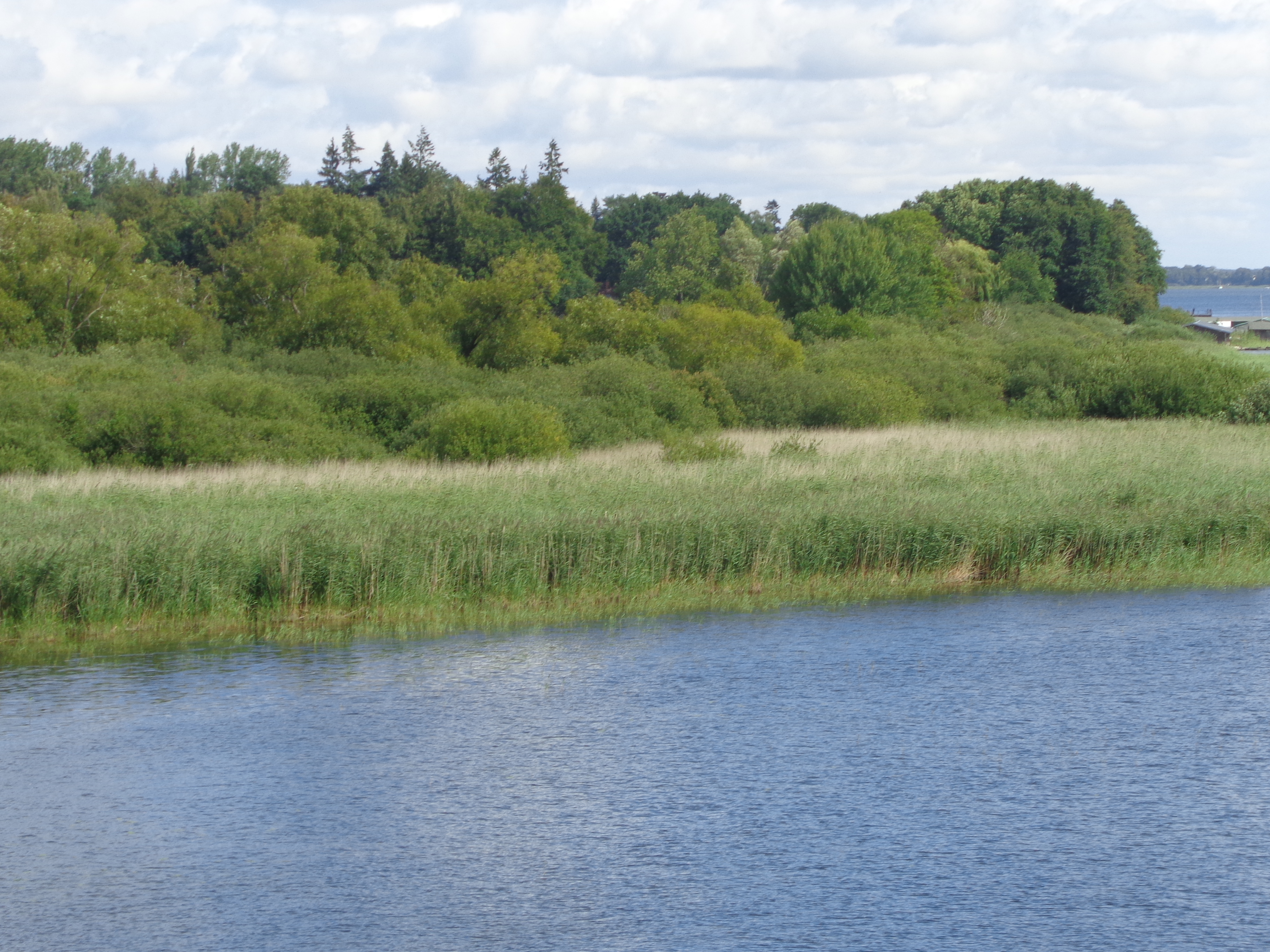
Schilf am Plauer See (Mecklenburg)

Röhricht bezeichnet ein Biotop im Ökosystem See und eine Pflanzengesellschaft im Flachwasser- und Uferrandbereich von Gewässern. Es besteht aus großwüchsigen, schilfartigen Pflanzen (Röhrichtpflanzen) wie Schilfrohr (Phragmites australis), Rohrkolben (Typha spec.), Igelkolben (Sparganium spec.), Rohr-Glanzgras (Phalaris arundinacea) und Wasser-Schwaden (Glyceria maxima); ferner aus Kalmus (Acorus calamus), Sumpf-Schwertlilie (Iris pseudacorus), Schwanenblume (Butomus umbellatus), Froschlöffel (Alisma spec.) und aus weiteren Arten. Röhrichte sind Feuchtgebiete, deren Randbereiche torfbildend sind und den Mooren (Übergangs- bis Niedermoore) zugerechnet werden.

## Beschreibung, Vorkommen
Dominanzgesellschaften mit Schilf, Rohrkolben, Teichbinse, Wasserschwaden bezeichnet man als Großröhricht.

Pflanzengesellschaften mit Dominanz von Sauergräsern und Binsengewächsen (Binsen, Seggen) werden dagegen in der Pflanzensoziologie meist als Ried (Kleinröhricht; von mittelhochdeutsch riet „Schilf, Röhricht“) bezeichnet. Umgangssprachlich wird dieser Begriff in manchen Regionen Süddeutschlands allerdings synonym für Röhricht verwendet. Typische Formen sind Großseggen- und Kleinseggenried. Großseggenriede stehen pflanzensoziologisch den Röhrichten näher und werden mit diesen in einer gemeinsamen Klasse Phragmitetea geführt, während Kleinseggenriede eine eigene Klasse Scheuchzerio-Caricetea nigrae bilden.
Speziell in der Schweiz wird in Stillwasser-Röhricht (Phragmition), das sind beispielsweise die typischen Schilfgürtel der Seen, und Landröhricht (Phalaridion) unterschieden.
Röhricht ist Lebensort vieler Vogelarten; so nisten hier zum Beispiel die Blässralle (Fulica atra) und die Teichralle (Gallinula chloropus); in den Halmen bauen verschiedene Rohrsänger-Arten und die Rohrammer ihre Nester. Die Unterwasserzone ist Laichplatz und Larvenhabitat verschiedener Fisch- und Amphibienarten sowie Lebensraum zahlreicher Wirbelloser. Ökologisch übernimmt Röhricht als natürliche „Kläranlage“ eine wesentliche Funktion in der Reinhaltung eines Gewässers (Selbstreinigung).
Durch zunehmende Uferbebauung und Freizeitnutzung, aber auch Eutrophierung ist dieser Lebensraum vielerorts stark gefährdet. Auf der anderen Seite führt ein ungehindertes Wachstum langfristig zur Verlandung eines Gewässers. Auch die Verbuschung, ein zunehmender Gehölzanteil zulasten von Schilf, bedroht Röhricht. Damit verbunden ist eine abnehmende Habitatqualität für röhrichtbrütende Singvögel.
Zu den großen Gebieten, die unter Schutz gestellt sind, gehört beispielsweise der Neusiedler See mit dem Nationalpark Neusiedlersee-Seewinkel im österreichischen Burgenland. Dort brannte im Jahr 2023 aufgrund eines technischen Defekts bei einer Erntemaschine Schilf auf einer Fläche von 200 ha nieder.
Rerik an der Ostsee ist seit 1938 die „Stadt im Röhricht“.

## Siehe auch

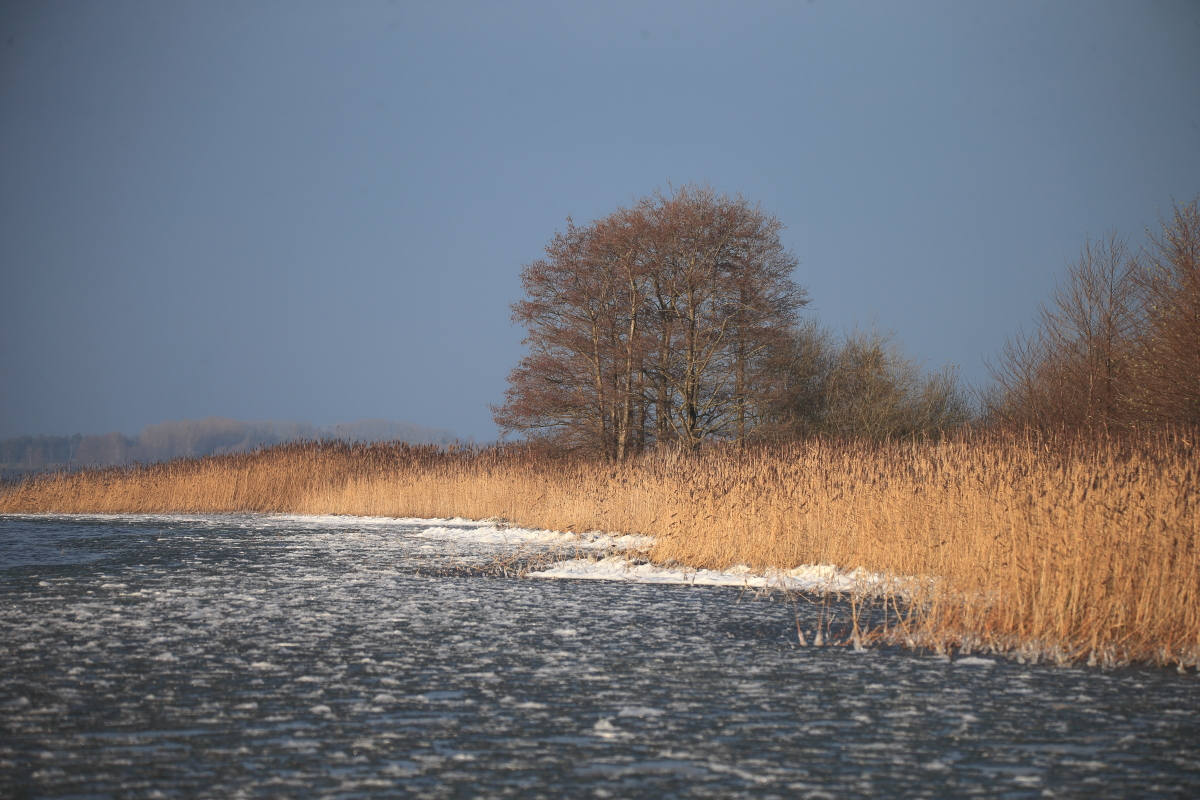
Winterliches Röhricht an der Müritz